# Хрущовка
Хрущовка (укр. Хрущівка) — село в Золотоношском районе Черкасской области Украины.
Население по переписи 2001 года составляло 736 человек. Почтовый индекс — 19781. Телефонный код — 4737.

## Местный совет
19745, Черкасская обл., Золотоношский р-н, с. Хрущовка